# August Aleksander Järnefelt

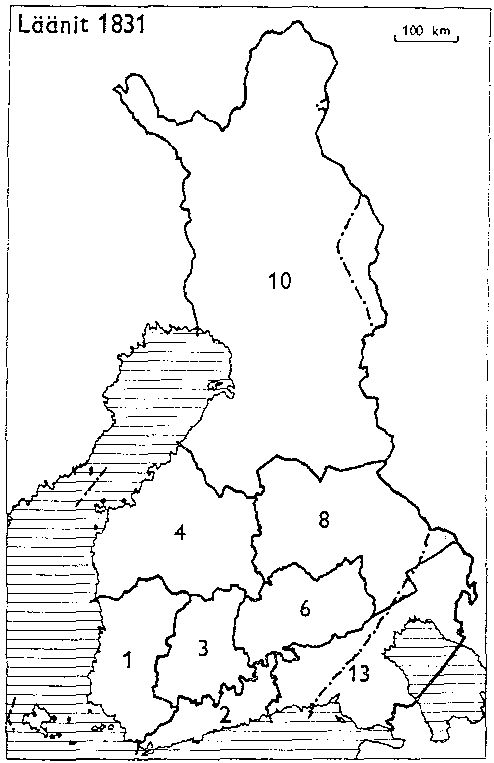
Finland rond 1831.
1.Turku en Pori
2. Uudenmaan lääni
3.Tavastia, 4.Vaasa,6.Mikkeli
8.Kuopio, 13.Vyborg

Aleksander Järnefelt (Tohmajärvi 2 april 1833- Helsinki, 15 april 1896) was een Fins luitenant-generaal, topograaf, senator en strijder voor een onafhankelijk(er) Finland. Zijn vrouw streed mee op het gebied van de kunsten. Finland maakte toen nog deel uit van het Russische Keizerrijk.
Aleksander Järnefelt werd geboren in het adellijke gezin van Gustav Adolf Järnefelt (1791-1838) en Aurora Fredrika Molander (1800-1868). Op 22 december 1857 huwde hij met (opnieuw adellijke) Elisabeth Clodt von Jürgensburg. Zij kregen samen negen kinderen:
- Kasper Järnefelt
- Arvid Järnefelt
- Eero Järnefelt
- Ellida Järnefelt (1865-1885)
- Ellen Järnefelt (1867-1901)
- Armas Järnefelt
- Aino Järnefelt, de latere mevrouw Sibelius
- Hilja Järnefelt (1873-1879)
- Sigrid Järnefelt (1875-1876)

Aleksander Järnefelts loopbaan werd voor een groot deel in beslag genomen met het in kaart brengen van een bijna onbevolkt Finland. Rond 1875 verscheen daarvan een eerste voorbeeld, een kaart van 1:21.000 van de “provincie” Uudenmaan lääni (Zweeds: Nylands Län). Vervolgens verschenen kaarten van de omgeving van Vyborg, Turku en Pori. Järnefelt werd ook betrokken bij het in kaart brengen van de delen van Turkije die door Rusland tijdens de Russisch-Turkse Oorlog (1877-1878)  veroverd waren. Op latere leeftijd werd hij gouverneur van de provincies rondom Mikkeli (1883-1884), van Kuopio (1884-1888) en Vaasa (1888-1894). Daarna was hij senator voor militaire zaken. Hij was gezien zijn afkomst diverse malen vertegenwoordiger bij de Vereniging van Adel in Finland. Hij overleed aan een beroerte.